# Croagh Patrick
Croagh Patrick (gaelico irlandese: Cruach Phádraig),) conosciuta localmente anche come the Reek (reek è una parola gaelica per "mucchio" o "cumulo"), è la montagna sacra degli irlandesi, ed è situata nel Mayo, contea dell'Irlanda occidentale.

## Geografia
La figura della montagna si erge imponente, nonostante la sua limitata altezza, in un territorio quasi totalmente pianeggiante o poco collinare ed è ben individuabile anche a parecchia distanza in gran parte della propria contea.

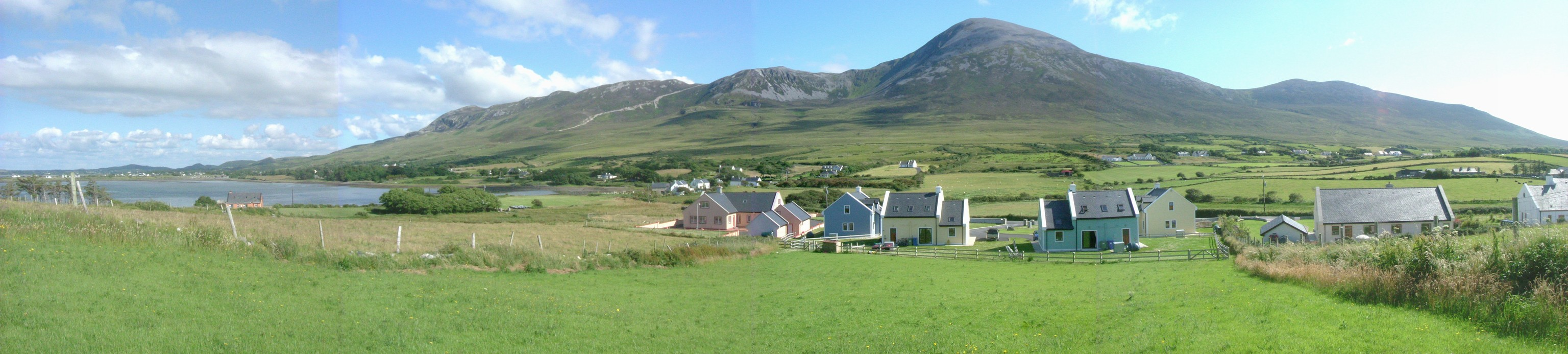
Vista del complesso montuoso da sud

## Cultura
Da secoli è luogo di pellegrinaggio in onore di San Patrizio, il quale nel 441 rimase sulla vetta per 40 giorni costruendo una chiesa tutt'oggi esistente. Leggenda vuole che al termine del quarantesimo giorno, il patrono d'Irlanda scagliò una campana su una pendice del monte, scacciando dall'isola tutti i serpenti.
Nel 1905 fu costruita una piccola cappella sulla sommità della montagna, commemorata il 31 luglio 2005 da una insegna rivelata il giorno dell'annuale Reek Sunday dall'arcivescovo di Tuam, il reverendo Michael Neery.
Nel Reek sunday, l'ultima domenica di luglio, migliaia di fedeli, molti dei quali scalzi, si arrampicano sul monte in segno di devozione e di penitenza fino alla cima.
Negli altri giorni molte altre persone, in numero chiaramente più limitato, raggiungono la vetta per gli splendidi panorami che offre, soprattutto sulla Clew Bay.
Il sentiero per la scalata parte dal villaggio di Murrisk, situato proprio alle pendici del monte, anche se il centro di riferimento nelle vicinanze è Westport.

## Galleria d'immagini

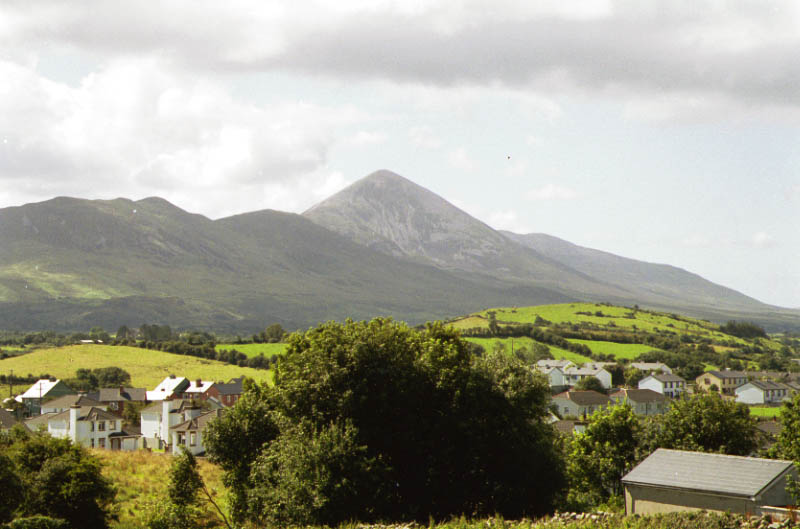
Vista del complesso montuoso da Westport
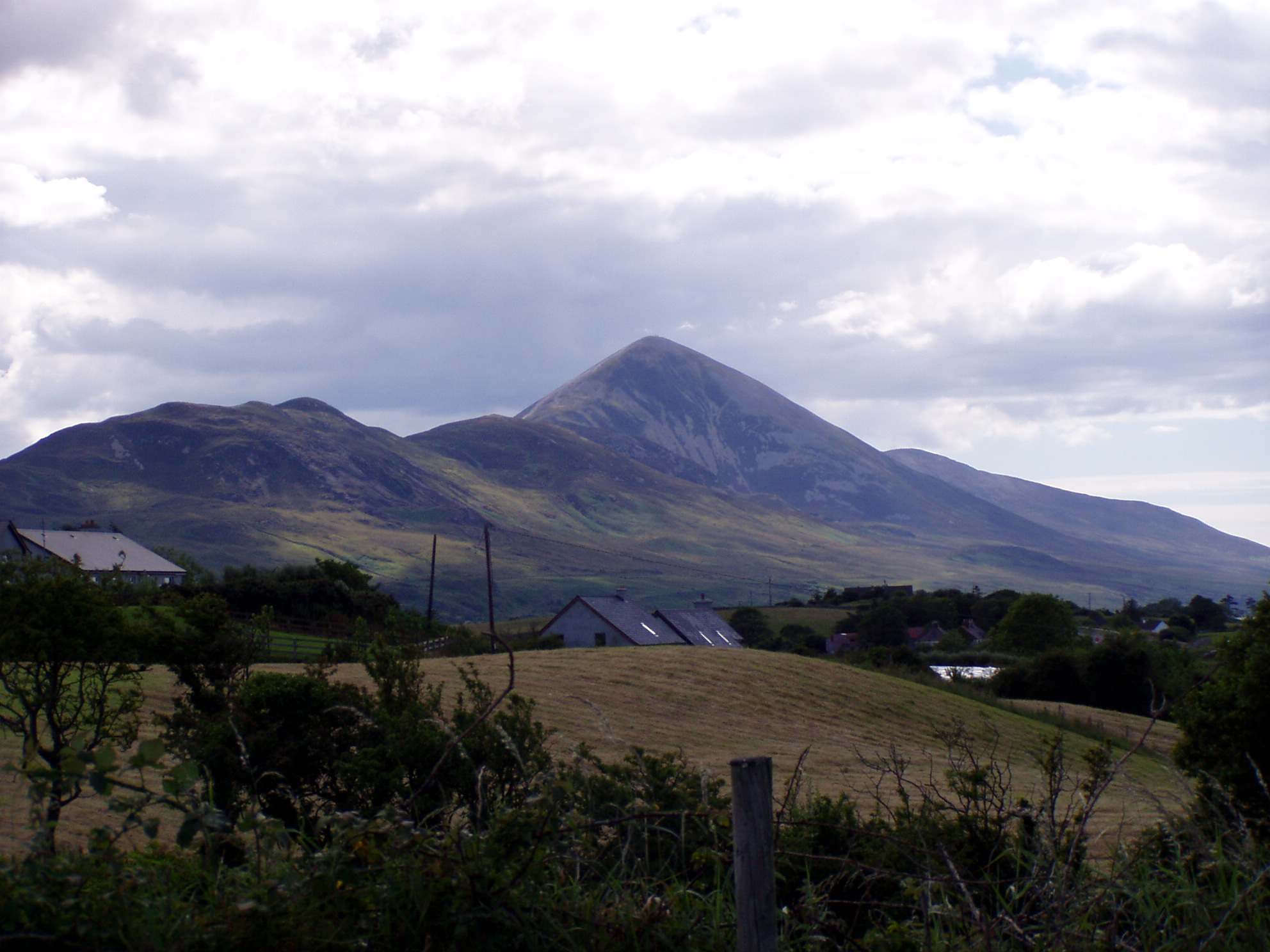
Stessa panoramica con luce differente
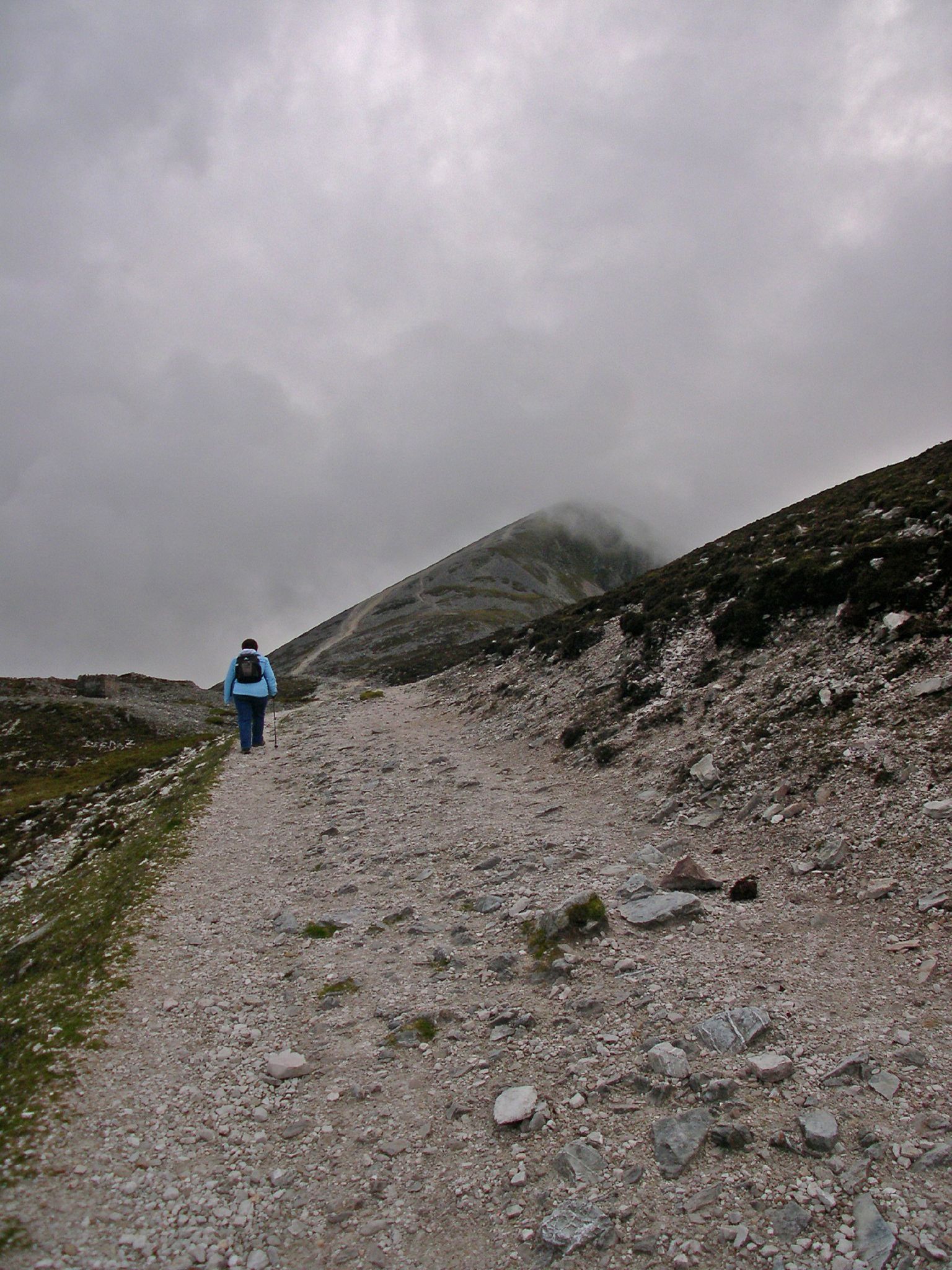
Il sentiero del pellegrinaggio
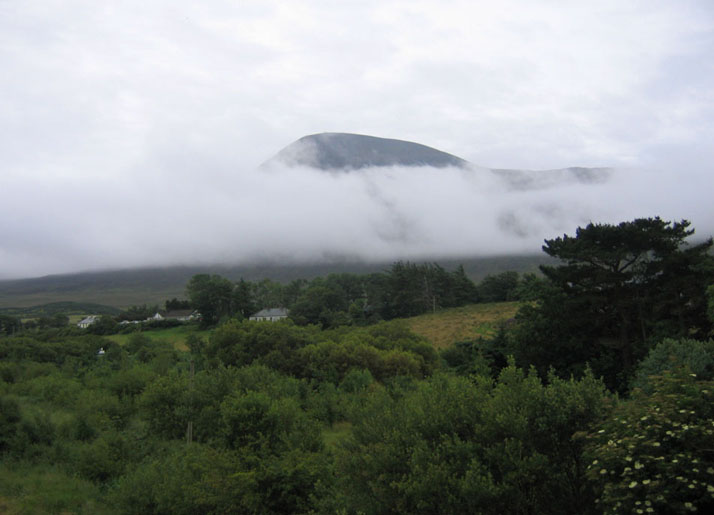
Il monte in uno dei non rari momenti di nebbia